# فلورنسا ديزموند
فلورنسا ديزموند (بالإنجليزية: Florence Desmond)‏ هي ممثلة بريطانية (وحملت سابقاً جنسية المملكة المتحدة لبريطانيا العظمى وأيرلندا)، ولدت في 31 مايو 1905 بلندن في المملكة المتحدة، وتوفيت في 16 يناير 1993 في المملكة المتحدة.

## وصلات خارجية
- فلورنسا ديزموند على موقع IMDb (الإنجليزية)
- فلورنسا ديزموند على موقع ألو سيني (الفرنسية)
- فلورنسا ديزموند على موقع ميوزك برينز (الإنجليزية)
- فلورنسا ديزموند على موقع أول موفي (الإنجليزية)
- فلورنسا ديزموند على موقع قاعدة بيانات برودواي على الإنترنت (الإنجليزية)
- فلورنسا ديزموند على موقع ديسكوغز (الإنجليزية)
- فلورنسا ديزموند على موقع كينوبويسك (الروسية)